# Месје 86
Месје 86 (М86) је елиптична галаксија у сазвежђу Девица која се налази у Месјеовом каталогу објеката дубоког неба.
Деклинација објекта је + 12° 56' 47" а ректасцензија 12h 26m 11,5s. Привидна величина (магнитуда) објекта М86 износи 8,9 а фотографска магнитуда 9,9. Налази се на удаљености од 16,458 милиона парсека од Сунца. М86 је још познат и под ознакама NGC 4406, UGC 7532, MCG 2-32-46, CGCG 70-72, VCC 881, Markarian chain, PGC 40653.